# Habenaria kornasiorum
Habenaria kornasiorum är en orkidéart som beskrevs av Dariusz Lucjan Szlachetko och Tomasz Sebastian Olszewski. Habenaria kornasiorum ingår i släktet Habenaria och familjen orkidéer. Inga underarter finns listade i Catalogue of Life.